# ATP de Nova York
O ATP de Nova York ou New York Open foi um competição de tênis realizada no subúrbio de Uniondale, na cidade de Nova York, nos Estados Unidos. Estreou em 2018, substituindo o ATP de Memphis, que cancelado por falta de patrocínio. Durou três anos. O calendário reduzido, por conta da pandemia de pandemia de COVID-19, resultou no cancelamento, em 2021. No ano seguinte, foi substituído por Dallas.

## Finais

### Simples
| Ano                                                         | Campeão        | Vice-campeão   | Resultado       |
| ----------------------------------------------------------- | -------------- | -------------- | --------------- |
| Torneio não realizado em 2021 devido à pandemia de COVID-19 |                |                |                 |
| 2020                                                        | Kyle Edmund    | Andreas Seppi  | 7–5, 6–1        |
| 2019                                                        | Reilly Opelka  | Brayden Schnur | 6–1, 76–7, 7–67 |
| 2018                                                        | Kevin Anderson | Sam Querrey    | 4–6, 6–3, 7–61  |

### Duplas
| Ano                                                         | Campeões                            | Vice-campeões                          | Resultado        |
| ----------------------------------------------------------- | ----------------------------------- | -------------------------------------- | ---------------- |
| Torneio não realizado em 2021 devido à pandemia de COVID-19 |                                     |                                        |                  |
| 2020                                                        | Aisam-ul-Haq Qureshi Dominic Inglot | Steve Johnson Reilly Opelka            | 7–65, 7–66       |
| 2019                                                        | Kevin Krawietz Andreas Mies         | Santiago González Aisam-ul-Haq Qureshi | 6–4, 7–5         |
| 2018                                                        | Max Mirnyi Philipp Oswald           | Wesley Koolhof Artem Sitak             | 6–4, 4–6, [10–6] |